# 罗伯特·登哈特
罗伯特·B·登哈特（英語：Robert B. Denhardt，1942年—），美国著名行政学家，1942年出生于美国肯塔基州，1968年在肯塔基大学获公共行政（Public Administration）博士学位。
登哈特以其在公共行政理论和组织行为方面的研究，尤其是对领导和组织变革的研究最为著名。在《新公共服務：服务，而不是掌舵》一书中，他开发了一种新的治理模式，这种模式强调让公民参与到社区治理中来的需求。

## 主要经历及职务[1]
登哈特最初在中佛罗里达大学担任助理教授，后曾在新奥尔良大学、堪萨斯大学、密苏里大学、科罗拉多大学、特拉华大学任教。他于1990年在澳大利亚做富布赖特学者。目前，登哈特是美国亚利桑那州立大学资深教授兼公共事务学院院长，特拉华大学杰出访问学者。
登哈特曾担任美国公共行政学会（American Society for Public Administration，ASPA）会长，是其下全国公共服务运动组织的创始人和首任主席，并于1992年当选为美国国家公共行政研究院院士。他也是加拿大管理發展中心研究员、波兰和芬兰等国政府机构和公共组织的咨询顾问。2004年因其突出学术成就被美国公共行政学会授予德怀特·沃尔多奖。2007年成为亚利桑那州立大学终身教授。
登哈特被两届密苏里州长任命为生产率咨询委员会主席。他也是美国其他许多州和地方政府甚至私人组织的咨询顾问，主要工作在战略规划、领导和组织发展、生产率提高以及质量服务领域。

## 学术成就[1]
登哈特已经出版21部专著，主要的有：
- 《新公共服务》（The New Public Service）
- 《公共与非营利组织中的人类行为管理》（Managing Human Behavior in Public and Nonprofit Organizations）
- 《意义之寻求》（The Pursuit of Significance）
- 《在组织的阴影之下》（In the Shadow of Organization）
- 《公共组织理论》（Theories of Public Organization）
- 《公共行政：一种行动取向》（Public Administration: An Action Orientation）
- 《公共服务中的行政领导》（Executive Leadership in the Public Service）
- 《公共服务的新生》（The Revitalization of the Public Service）
- 《污染和公共政策》（Pollution and Public Policy）
- 《领导之舞》（The Dance of Leadership）

此外，登哈特还在各种专业期刊上发表有100余篇学术论文，其中以在公共行政理论和组织行为方面的研究，尤其是对领导和组织变革的研究最为著名。登哈特最新的一部著作是《领导之舞》（The Dance of Leadership）。

## 评价[2]
- 美国行政学会前会长弗洛里斯坦诺：“他是少有的几位对实际公共行政领域具有完整认识的学者之一。”
- 全美公共事务与行政学院联合会前执行会长扎克教授：“他对公共服务意识的执著追求已经使其成为公共服务尊严的主要代言人。”